# Campionati europei di atletica leggera 2022 - Salto in lungo femminile
Il salto in lungo femminile ai Campionati europei di atletica leggera 2022 si è svolto tra il 16 e l'18 agosto 2022.

## Podio
| Pos.    | Atleta          | Nazione       | Misura |
| ------- | --------------- | ------------- | ------ |
| Oro     | Ivana Vuleta    | Serbia        | 7,06 m |
| Argento | Malaika Mihambo | Germania      | 7,03 m |
| Bronzo  | Jazmin Sawyers  | Gran Bretagna | 6,80 m |

## Situazione pre-gara

### Record
Prima di questa competizione, il record del mondo (RM), il record europeo (EU) ed il record dei campionati (RC) sono i seguenti:
| Record                | Prestazione | Atleta                             | Data                                   | Competizione            |
| --------------------- | ----------- | ---------------------------------- | -------------------------------------- | ----------------------- |
| Record mondiale       | 7,52 m      | Galina Čistjakova Unione Sovietica | 11 giugno 1988 San Pietroburgo, Russia |                         |
| Record europeo        | 7,52 m      | Galina Čistjakova Unione Sovietica | 11 giugno 1988 San Pietroburgo, Russia |                         |
| Record dei campionati | 7,30 m      | Heike Drechsler Germania           | 28 agosto 1990 Spalato, Croazia        | Campionati europei 1990 |

### Campione in carica
La campionessa europea in carica era prima della manifestazione sportiva:
| Campione | Nazione                  | Prestazione | Data                             | Competizione |
| -------- | ------------------------ | ----------- | -------------------------------- | ------------ |
| Europeo  | Malaika Mihambo Germania | 6,75 m      | 11 agosto 2018 Berlino, Germania | Europei 2018 |

### La stagione
Prima di questa gara, gli atleti con le migliori tre prestazioni dell'anno erano:
| Pos. | Nazione                  | Prestazione | Data                               |
| ---- | ------------------------ | ----------- | ---------------------------------- |
| 1    | Malaika Mihambo Germania | 7,12 m      | 24 luglio 2022 Eugene, Stati Uniti |
| 2    | Ivana Vuleta Serbia      | 7,06 m      | 20 marzo 2022 Belgrado, Serbia     |
| 3    | Khaddi Sagnia Svezia     | 6,95 m      | 28 maggio 2022 Eugene, Stati Uniti |

## Risultati

### Qualificazioni
Si qualificano alla finale le atlete che saltano 6,67 m (Q) o le dodici migliori misure (q).
| Classifica | Gruppo | Nome                  | Nazione     | 1 prova | 2 prova | 3 prova | Risultato | Note |
| ---------- | ------ | --------------------- | ----------- | ------- | ------- | ------- | --------- | ---- |
| 1          | A      | Malaika Mihambo       | Germania    | X       | 6.99    | -       | 6.99      | Q    |
| 2          | A      | Maryna Bekh-Romanchuk | Ucraina     | X       | X       | 6.87    | 6.87      | Q,   |
| 3          | A      | Milica Gardašević     | Serbia      | 6.83    | -       | -       | 6.83      | Q, = |
| 4          | B      | Ivana Vuleta          | Serbia      | X       | 6.53    | 6.67    | 6.67      | q    |
| 5          | B      | Larissa Iapichino     | Italia      | 6.63    | -       | -       | 6.63      | q    |
| 6          | A      | Jazmin Sawyers        | Regno Unito | X       | 6.60    | -       | 6.60      | q    |
| 7          | B      | Khaddi Sagnia         | Svezia      | 6.19    | 6.41    | 6.59    | 6.59      | q    |
| 8          | B      | Alina Rotaru          | Romania     | X       | 6.32    | 6.58    | 6.58      | q    |
| 9          | A      | Yanis David           | Francia     | 6.44    | 6.51    | 6.57    | 6.57      | q    |
| 10         | B      | Jahisha Thomas        | Regno Unito | 6.38    | 6.57    | X       | 6.57      | q,   |
| 11         | A      | Filippa Fotopoulou    | Cipro       | 6.54    | X}      | 6.52    | 6.54      | q    |
| 12         | B      | Merle Homeier         | Germania    | 6.49    | X       | X       | 6.49      | q    |
| 13         | A      | Mikaelle Assani       | Germania    | X       | 6.43    | 6.46    | 6.46      |      |
| 14         | A      | Jogailė Petrokaitė    | Lituania    | X       | 6.37    | X       | 6.37      |      |
| 15         | A      | Irati Mitxelena       | Spagna      | 6.14    | 6.34    | 6.36    | 6.36      |      |
| 16         | B      | Vasiliki Chaitidou    | Grecia      | 6.22    | 6.32    | 6.02    | 6.32      |      |
| 17         | A      | Diana Lesti           | Ungheria    | X       | 6.29    | X       | 6.29      |      |
| 18         | B      | Maryse Luzolo         | Germania    | 6.28    | X       | 6.20    | 6.28      |      |
| 19         | B      | Evelise Veiga         | Portogallo  | X       | 6.17    | X       | 6.17      |      |
| 20         | B      | Abigail Irozuru       | Regno Unito | X       | X       | 6.15    | 6.15      |      |
| 21         | B      | Anna Matuszewicz      | Polonia     | X       | 5.93    | X       | 5.93      |      |
| 22         | A      | Claire Azzopardi      | Malta       | 5.60    | 5.54    | X       | 5.60      |      |
|            | B      | Maelly Dalmat         | Francia     | X       | X       | X       | nm        |      |
|            | A      | Florentina Iusco      | Romania     | X       | X       | X       | nm        |      |

### Finale
| Rank    | Name                  | Nationality   | #1     | #2   | #3   | #4   | #5   | #6   | Result | Note |
| ------- | --------------------- | ------------- | ------ | ---- | ---- | ---- | ---- | ---- | ------ | ---- |
| Oro     | Ivana Vuleta          | Serbia        | 7.06   | 6.98 | X    | X    | X    | X    | 7.06   | =    |
| Argento | Malaika Mihambo       | Germania      | 6.71   | 7.03 | 6.86 | 6.95 | X    | 6.99 | 7.03   |      |
| Bronzo  | Jazmin Sawyers        | Gran Bretagna | 6.69 w | 6.52 | 6.37 | X    | X    | 6.80 | 6.80   |      |
| 4       | Maryna Bekh-Romanchuk | Ucraina       | 6.70   | 6.62 | 6.76 | X    | 6.74 | X    | 6.76   |      |
| 5       | Larissa Iapichino     | Italia        | 6.53   | X    | X    | 6.60 | 6.62 | 6.28 | 6.62   |      |
| 6       | Khaddi Sagnia         | Svezia        | X      | 6.26 | 6.47 | 6.55 | 6.61 | 6.51 | 6.61   |      |
| 7       | Milica Gardašević     | Serbia        | X      | 6.52 | 5.22 | X    | X    | X    | 6.52   |      |
| 8       | Yanis David           | Francia       | 6.43   | 6.38 | 6.38 | 6.38 | 6.49 | 6.51 | 6.51   |      |
| 9       | Merle Homeier         | Germania      | X      | 6.42 | 6.31 |      |      |      | 6.42   |      |
| 10      | Jahisha Thomas        | Gran Bretagna | 6.37   | 6.35 | X    |      |      |      | 6.37   |      |
| 11      | Alina Rotaru          | Romania       | 6.26   | 6.23 | 6.07 |      |      |      | 6.26   |      |
| 12      | Filippa Fotopoulou    | Cipro         | X      | 6.10 | 6.26 |      |      |      | 6.26   |      |